# Harding (Minnesota)
Harding és una ciutat al Comtat de Morrison a l'estat de Minnesota. Segons el cens del 2000 tenia 105 habitants.

## Demografia
Segons el cens del 2000, Harding tenia 105 habitants, 40 habitatges, i 26 famílies. La densitat de població era de 12,4 habitants per km².
Dels 40 habitatges en un 20% hi vivien nens de menys de 18 anys, en un 50% hi vivien parelles casades, en un 5% dones solteres, i en un 35% no eren unitats familiars. En el 30% dels habitatges hi vivien persones soles el 22,5% de les quals corresponia a persones de 65 anys o més que vivien soles. El nombre mitjà de persones vivint en cada habitatge era de 2,63 i el nombre mitjà de persones que vivien en cada família era de 2,54.
Per edats la població es repartia de la següent manera: un 11,4% tenia menys de 18 anys, un 5,7% entre 18 i 24, un 22,9% entre 25 i 44, un 41% de 45 a 60 i un 19% 65 anys o més.
L'edat mediana era de 50 anys. Per cada 100 dones de 18 o més anys hi havia 173,5 homes.
La renda mediana per habitatge era de 35.000 $ i la renda mediana per família de 41.250 $. Els homes tenien una renda mediana de 22.125 $ mentre que les dones 14.375 $. La renda per capita de la població era de 18.060 $. Entorn del 25% de les famílies i el 26,5% de la població estaven per davall del llindar de pobresa.

## Poblacions properes
El següent diagrama mostra les poblacions més properes.